# Саут Лейк Тахо
Саут Лейк Тахо (на английски: South Lake Tahoe) е град в окръг Ел Дорадо, щата Калифорния, Съединените американски щати.
Разположен е на южния бряг на езерото Тахо, на 1900 m надморска височина в планината Сиера Невада. Населението му е 21 978 души (по приблизителна оценка от 2017 г.).
Известен е със ски-туризма, както и с хазартния туризъм, тъй като е разположен на границата с щата Невада.
Край Сайт Лейк Тахо умира певецът и политик Сони Боно (1935 – 1998).